# (18855) Sarahgutman
(18855) Sarahgutman est un astéroïde de la ceinture principale d'astéroïdes.

## Description
(18855) Sarahgutman est un astéroïde de la ceinture principale d'astéroïdes. Il fut découvert le 9 septembre 1999 à Socorro (Nouveau-Mexique) par le projet LINEAR. Il présente une orbite caractérisée par un demi-grand axe de 2,43 UA, une excentricité de 0,18 et une inclinaison de 4,5° par rapport à l'écliptique.

## Compléments